# Handball Korea League 2015
Die Handball Korea League 2015 (vollständiger Name nach dem Hauptsponsor SK Handball Korea League 2015) war die 5. Spielzeit der südkoreanischen Spielklasse im Handball der Männer. Die Saison begann am 4. April 2015 und endete mit den Final-Spielen am 7. Juni 2015.
Titelverteidiger war Korosa HC.

## Modus
In dieser Saison spielten 5 Mannschaften im Modus „Jeder gegen Jeden“ mit je einem Heim- und Auswärtsspiel und einer weiteren Runde um die Meisterschaftsspiele. Der Meister wurde über die Meisterschaftsspiele erspielt. Bei Punktgleichheit entscheidet die bessere Tordifferenz.

## Saison

### Reguläre Saison
| Pl. | Verein               | Sp. | S | U | N  | Tore      | Diff. | Punkte  |
| --- | -------------------- | --- | - | - | -- | --------- | ----- | ------- |
| 1.  | Doosan HC            | 12  | 9 | 1 | 2  | 0284:2530 | +31   | 019:50  |
| 2.  | Korosa HC (M)        | 12  | 9 | 0 | 3  | 0308:2710 | +37   | 018:60  |
| 3.  | Sangmu Phoenix HC    | 12  | 5 | 2 | 5  | 0268:2780 | −10   | 012:120 |
| 4.  | IDTC HC              | 12  | 4 | 1 | 7  | 0286:2960 | −10   | 09:150  |
| 5.  | Chungnam Sportrat HC | 12  | 0 | 2 | 10 | 0242:2900 | −48   | 02:220  |

| Legende |                                                  |
|         | Teilnahme an den Final-Meisterschaftsspielen     |
|         | Teilnahme an den Halbfinal-Meisterschaftsspielen |
| (M)     | Südkoreanischer Meister 2014                     |

## Meisterschafts-Spiele

### Halbfinale
Im Halbfinale der Meisterschaftsspiele spielte der Zweit- gegen den Drittplatzierten der Regulären Saison. Der Gewinner qualifizierte sich für das Meisterschafts-Finale. Das Halbfinal-Hinspiel wurde am 31. Mai 2015 und das Rückspiel am 1. Juni 2015 ausgetragen.
Hinspiel
|           | Ergebnis |                   |
| --------- | -------- | ----------------- |
| Korosa HC | 23:29    | Sangmu Phoenix HC |

Rückspiel
|           | Ergebnis |                   |
| --------- | -------- | ----------------- |
| Korosa HC | 25:24    | Sangmu Phoenix HC |

### Finale
Im Finale der Meisterschaftsspiele spielte der Gewinner des Halbfinal-Spieles gegen den Erstplatzierten der Regulären Saison. Der Gewinner wurde Südkoreanischer Handball-Meister. Spiel 1 wurde am 4.- Spiel 2 am 6.- und Spiel 3 am 7. Juni 2015 ausgetragen.
Spiel 1
|           | Ergebnis |                   |
| --------- | -------- | ----------------- |
| Doosan HC | 20:18    | Sangmu Phoenix HC |

Spiel 2
|           | Ergebnis |                   |
| --------- | -------- | ----------------- |
| Doosan HC | 22:26    | Sangmu Phoenix HC |

Spiel 3
|           | Ergebnis |                   |
| --------- | -------- | ----------------- |
| Doosan HC | 22:16    | Sangmu Phoenix HC |

### Gewinner
| Meister der HKL 2015 |
| -------------------- |
| Doosan HC            |
| 4. Titel             |